# Deutschland (tengeralattjáró)
A Deutschland tengeralattjáró a blokádtörés céljából megépített német kereskedelmi célból épített víz alatti tevékenységre alkalmas hajó volt az első világháború idején, melyet a korlátlan tengeralattjáró-háború meghirdetése után nagy hatótávolságú vadásztengeralattjáróvá alakítottak át és U 155 névvel két hosszabb bevetést teljesített jelentős sikereket elérve.
A tengeralattjárót magánadományokból építették meg és kereskedelmi hajóként a Norddeutscher Lloyd leányvállalataként létrehozott Deutsche Ozean-Reederei GmbH üzemeltette. Első volt a hét egységből álló U 151-osztályú tengeralattjárók közül, mely típusból hetet készítettek el összesen,  de a Deutschland mellett csak a Bremen került alkalmazásra fegyvertelen kereskedelmi hajóként, a többi hajót már pusztán hadihajóként vetették be.
Miután két utat teljesített az Amerikai Egyesült Államokba kereskedelmi hajóként, 1917 februárjában hadihajóvá alakították át hat torpedóvető csővel és két fedélzeti löveggel felszerelve vette át a Császári Haditengerészet. 1917 júniusában állították át hadiszolgálatba és két bevetésén 42 hajót süllyesztett el 120 434 BRT hajótérrel. A háború után Nagy-Britanniához került hadizsákmányként, ahol magántulajdonba kerülve látványosságként megtekinthetővé tették és egy alkalommal tengeri túrát is szerveztek vele, majd 1922-ben lebontották.

## Megépítése
A Deutschland egyike volt annak a hét tengeralattjárónak, melyeket arra terveztek, hogy árut szállítsanak az Egyesült Államok és Németország között áttörve az antant Északi-tenger köré vont blokádját. A főként a brit flotta által fenntartott blokád nagy nehézségeket okozott a német cégeknek a nyersanyagok beszerzésében, melyek nem voltak fellelhetők kellő mennyiségben a központi hatalmaknál és ezért hiányuk akadályozta a háborús erőfeszítéseket.

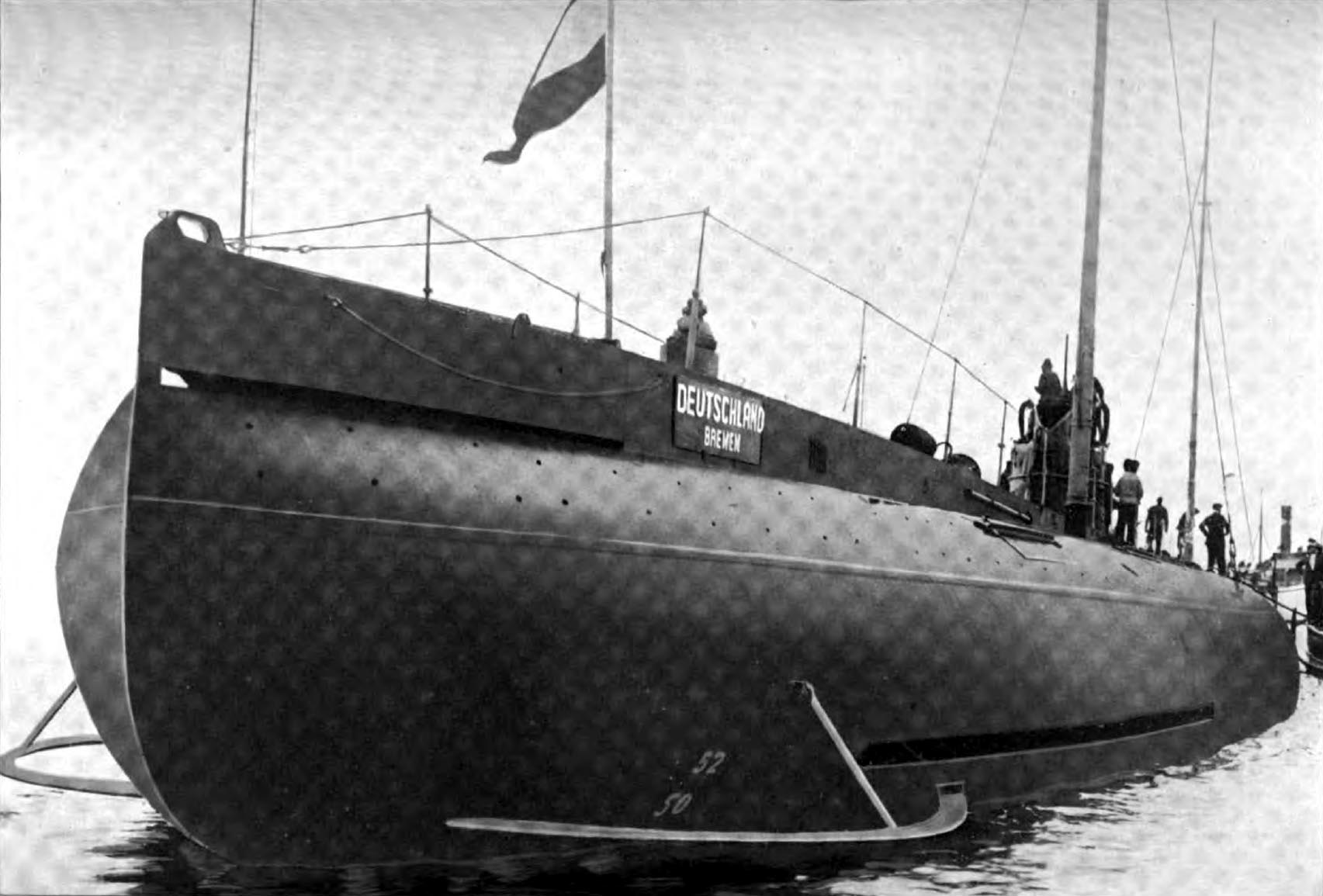

A Deutschland testvérhajójával, a Bremennel együtt 1916-ban a Deutsche Ozean-Reederei (DOR) hajótársaság számára készült el, mely magántársaság Alfred Lohmann nagykereskedő (Lohmann & Co), a Norddeutscher Lloyd (NDL) és a Deutsche Bank közös leányvállalataként jött létre Bréma székhellyel. A Rudolf Erlbach főmérnök által megtervezett, fegyverzet nélkül megépített tengeralattjáró feltűnően széles volt, hogy nagy raktérrel rendelkezhessen a szállítandó árunak, ami 700 tonnát tehetett ki maximálisan. A külső és belső héjazat közötti elárasztható térben 230 t guminak volt hely. Ez a mennyiség a felszíni hajók kapacitásához mérten képest csekély volt.
200-as építési számmal elkészült hajót 1916. március 28-án bocsátották vízre és ekkor került be a kereskedelmi hajók regiszterébe. Megépítése mintegy 4 millió márkába került. A nyomáskamrát a Flensburger Schiffbau-Gesellschaft készítette, míg a kieli Friedrich Krupp Germaniawerft fejezte be az építését. Hajóterének méretét 791 BRT-ben illetve 414 BRT-ben adták meg.
A meghajtásáról két hathengeres négyütemű dízelmotor gondoskodott, melyek egyenként 400 lóerősek voltak. Ezzel a teljesítménnyel a felszínen 10 csomós, víz alatt 6,7 csomó maximális sebességgel tudott haladni. A vízfelszínen 10 csomóval haladva a hatótávolsága 12000 tengeri mérföld volt. Személyzete 29 főből állt.

## Nemzetközi reakciók az új hajótípus megjelenésére
Nagy-Britannia és Franciaország hamarosan tiltakozását fejezte ki a tengeralattjárók kereskedelmi hajókként való alkalmazása ellen azzal érvelve, hogy így nem lehet megállítani és az áruját nem lehet átvizsgálni, mint a hagyományos hajók esetében. Az Egyesült Államok, mely ország semlegesnek nyilvánította magát a konfliktusban, de diplomáciai nyomás alá került az antant melletti elköteleződése miatt, visszautasította a brit-francia érvelést. A döntés értelmében még a tengeralattjárók is kereskedelmi hajóknak számítottak, amennyiben nem rendelkeztek fegyverzettel. Csak két tengeralattjárót fejeztek be az eredeti tervek alapján: a Deutschlandot és a Brement, mely utóbbi az első Egyesült Államokba tartó útja során odaveszett. Az USA hadba lépése miatt a másik öt egységet nagy hatótávolságú tengeralattjáró cirkálóvá (U-Kreuzer) alakították át még építésük közben. Két 15 cm űrméretű fedélzeti löveggel látták el őket és U 151-osztályként jelölték őket.

Képek a belső felszereltségéről
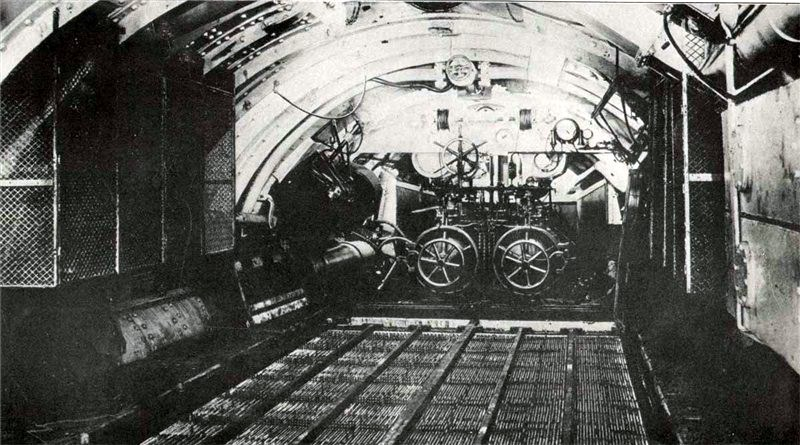
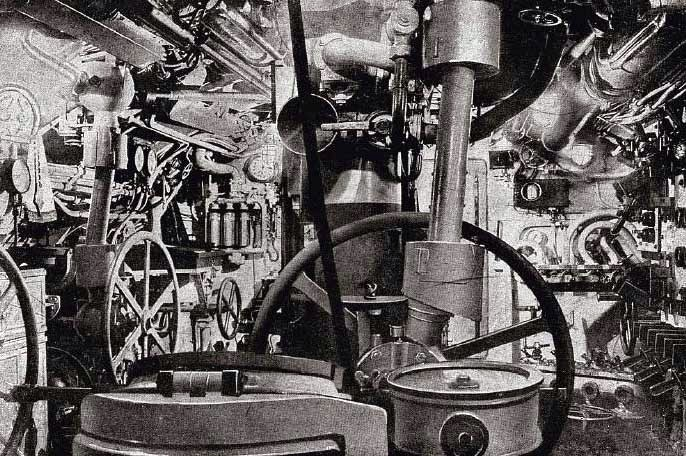
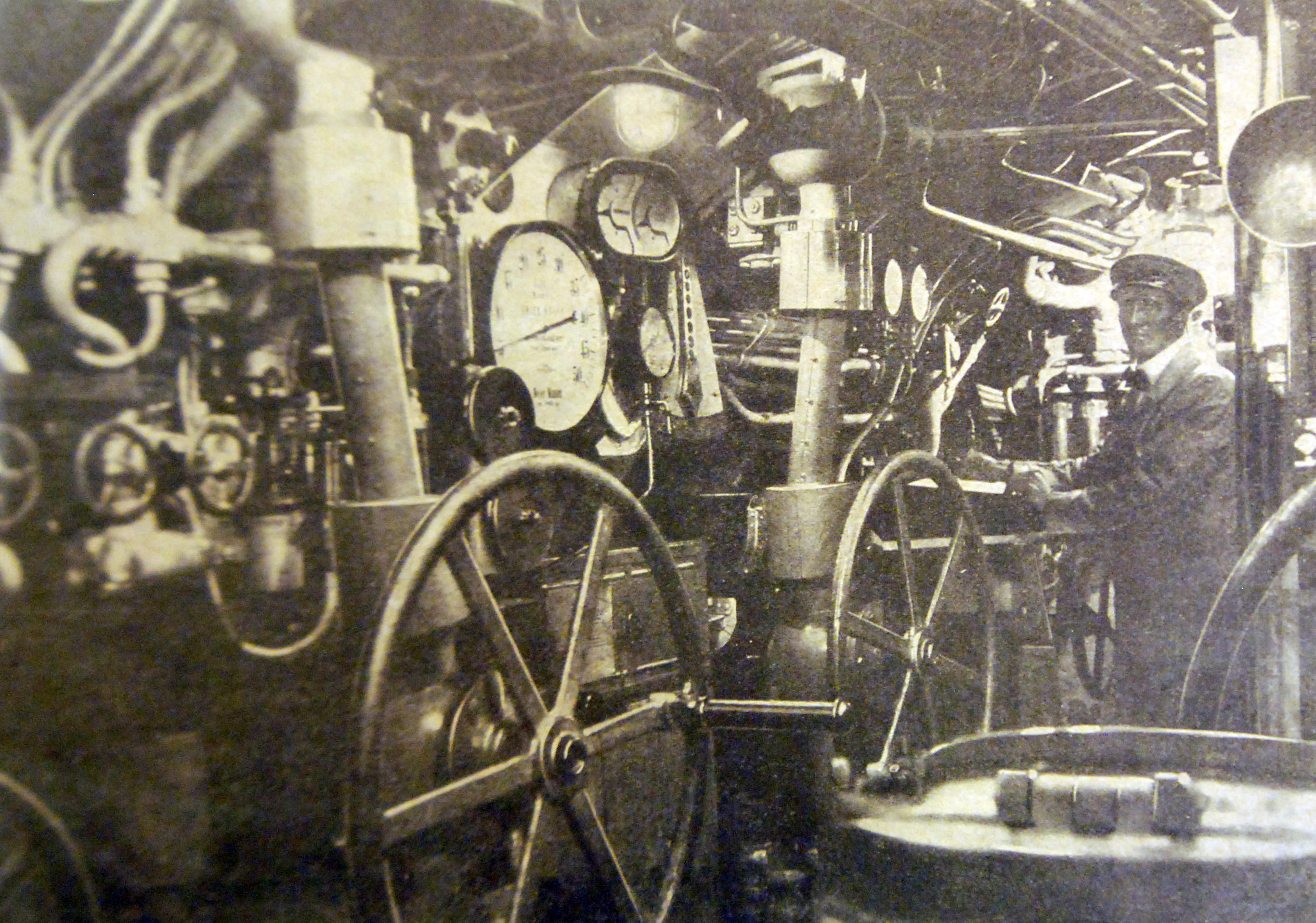
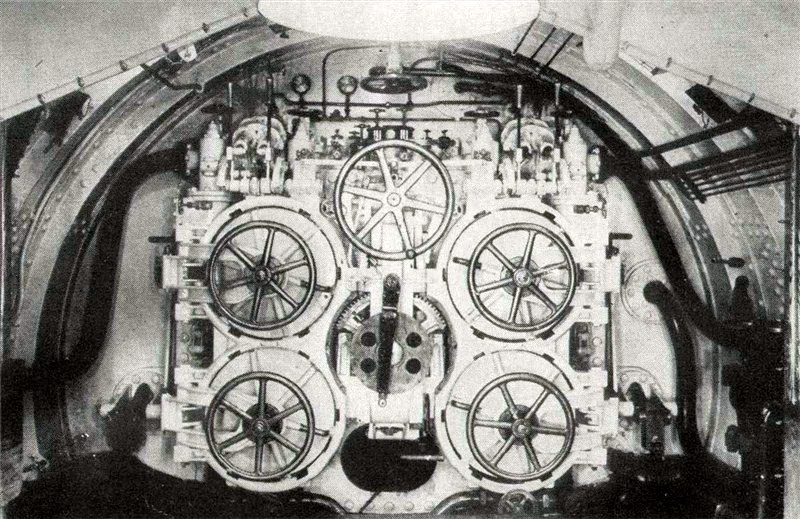
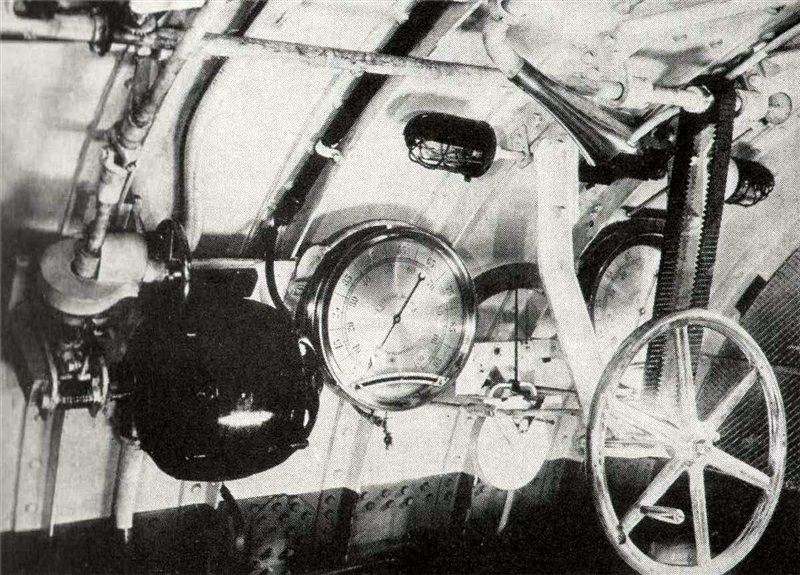

## Alkalmazása kereskedelmi hajóként

### Első amerikai út

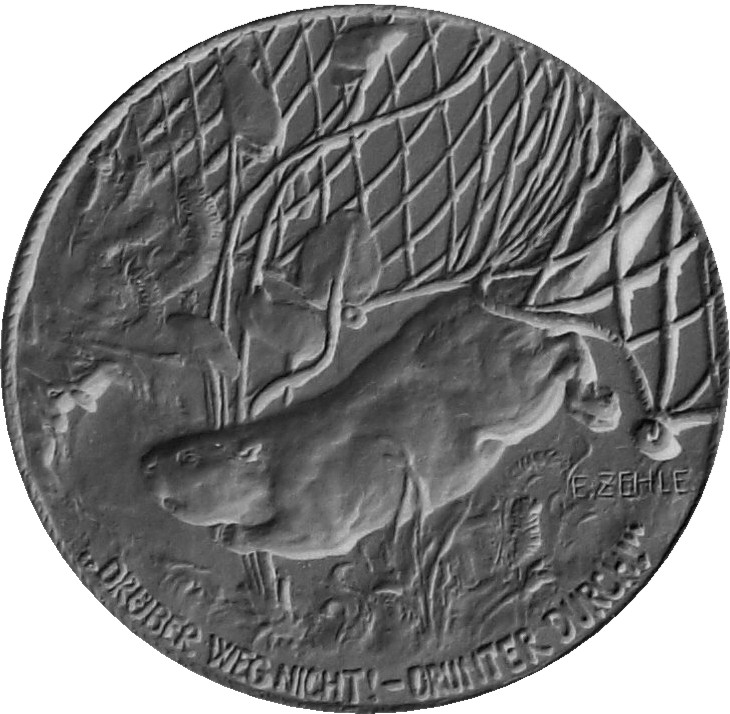
Medál a tengeralattjárót szimbolizáló hóddal

Az U-Deutschland néven is ismert tengeralattjáró 1916. június 16-án indult első transzatlanti útjára Wilhelmshavenből Paul König kapitány irányításával, aki az NDL-nél szolgált ezt megelőzően. 750 t exportárut szállított ekkor, közte 125 t nagyon keresett vegyi festéket, főként magas koncentrátumú antrakinon- és alizarin-származékot, melyek közül némelyik fontjának értéke 1254 dollár volt a 2005-ös árfolyamon. Ezentúl szállított még gyógyszereket, főként Salvarsant, drágaköveket és diplomáciai leveleket. A szállítmányának az értéke az 1916-os árfolyamon 1,5 millió dollárt (60 millió márkát) tett ki, ami 2023-ban 37 millió dollárnak felelne meg.
A Deutschland a bejelentett indulási időpontja után még egy hetet töltött Helgoland szigeténél, hogy elkerülhesse az ellenséges őrjáratokat. Helgolandról június 23-án folytatta az útját, melynek 3800 mérföldjéből mindössze 90 mérföldet tett meg a vízfelszín alá merülve. A nagy erőkkel ellenőrzött és nagy forgalmú La Manche helyett a Brit-szigeteket északról megkerülve jutott ki az Atlanti-óceánra. Az őrszemei a Virginia Capes-től (a Chesapeake-öböl bejáratától) 600 tmf-re észleltek egy olyan hajót, mely ellenséges lehetett, és ekkor merültek alá első ízben, miközben irányt változtattak úgy, hogy távolodjanak a szárazföldtől, majd a víz alatt haladva ismét a szárazföld felé vették az irányt és 100 tmf-re megközelítették a Chesapeake-öböl bejáratát. Július 9-én 01:20-kor észlelték a Henry-fokot és ezután vették fel a kapcsolatot az Eastern Forwarding Company Thomas Timmins nevű vontatóhajójával, melyen külön arra feladatra hajtottak végre módosításokat, hogy a Deutschlandot vontatni tudja és már napok óta várta a tengeralattjáró érkezését. 1916. július 9-én 23:00-kor érte el a két jármű Baltimore-t, és bő két héttel elindulása után a Marley Neck előtti Quarantine horgonyzóhelyre érkezett Anne Arundel megyében, még épp Baltimore városának akkori határain kívül. Karle Netzer másnap, július 10-én készített róla fényképet, melyre az ”erreichte Baltimore Hafen 10 Juli 1916” feljegyzést írta. A baltimore-i tartózkodása alatt a német legénység tagjait az elképesztő útjuk okán ünnepélyesen fogadták, még fényűző vacsorákra is meghívták őket és a város délnyugati részén „népünnepélyt” is rögtönöztek a tiszteletükre. A tengeralattjárók fejlesztésével foglalkozó amerikai Simon Lake látogatást tett a fedélzetén míg Baltimore-ban horgonyzott és az NDL képviselőivel egyezséget kötött, aminek alapján az Egyesült Államokban teherszállító tengeralattjárók építésébe kezdenek. Ez a projekt azonban nem valósult meg, mivel 1917 áprilisában az USA hadat üzent Németországnak.
A Deutschland augusztus 2-ig maradt Baltimore-ban, ekkor visszaindult Bremerhavenbe, ahova augusztus 25-én érkezett meg 341 t nikkellel, 93 t ónnal és 348 t nyersgumival a fedélzetén, mely utóbbi anyagból 257 tonnányit a nyomáskamrán kívül elhelyezve szállított – egy részét magyar megrendelésre. A szállítmány értékét 17,5 millió márkára értékelték, ami több mint négyszerese volt a tengeralattjáró építési költségének. A szállított anyagokat az amerikai ipar akkor még nem tudta előállítani, ezért rá volt szorulva a német szállítmányokra. Az importált fém- és gumimennyiség bár több hónapra fedezte a német hadiipar igényeit, de összességében nem volt jelentősebb hatással a brit blokádot megszenvedő német iparra. A teljes (oda-vissza) 8450 tmf hosszú útjából 190 tmf-et tett meg alámerülve.

Képek az első transzatlanti útról
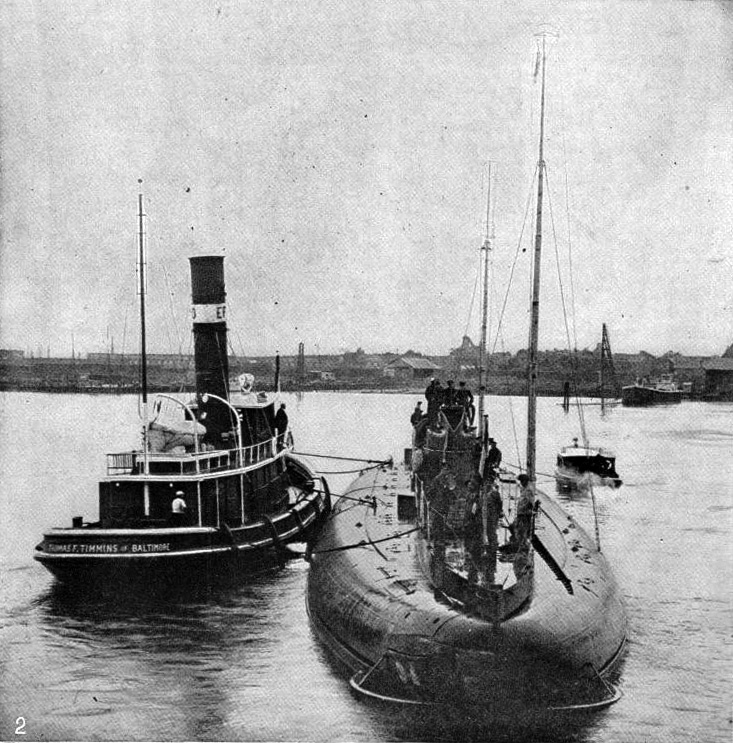
Az U-Deutschland egy amerikai vontatóhajóval (1916. július 10.)
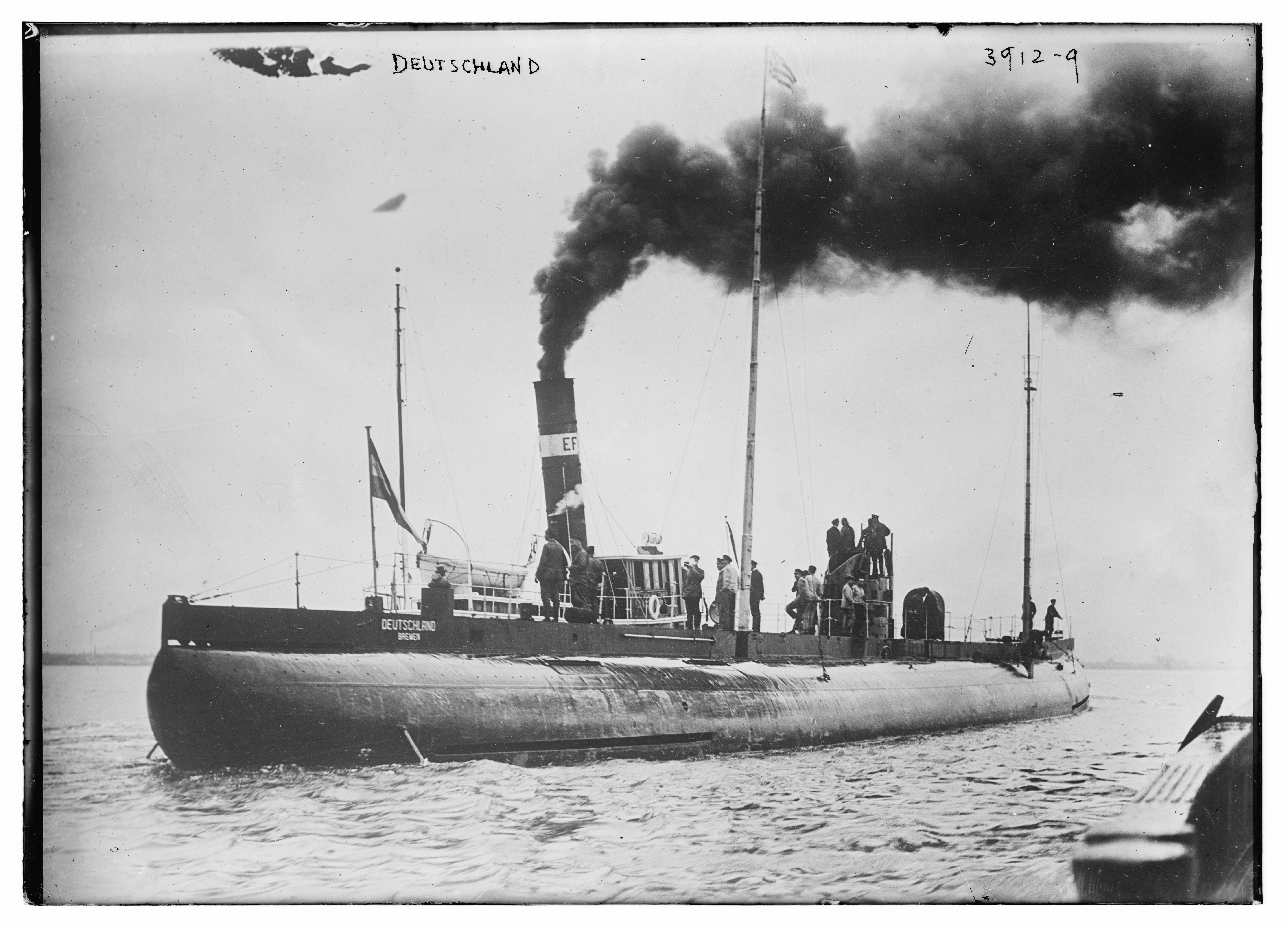
Ugyanitt
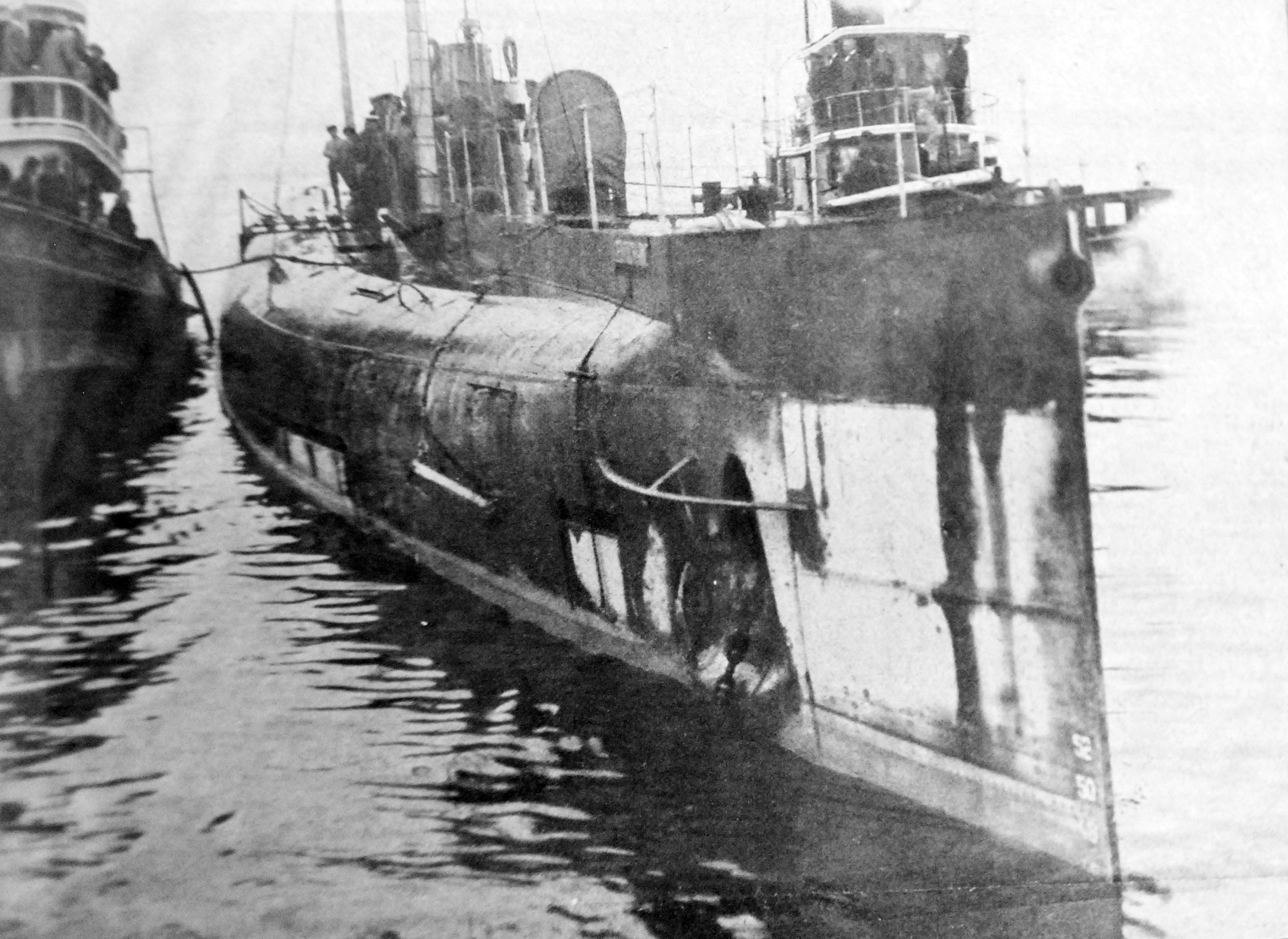
A Deutschland Baltimore-ban
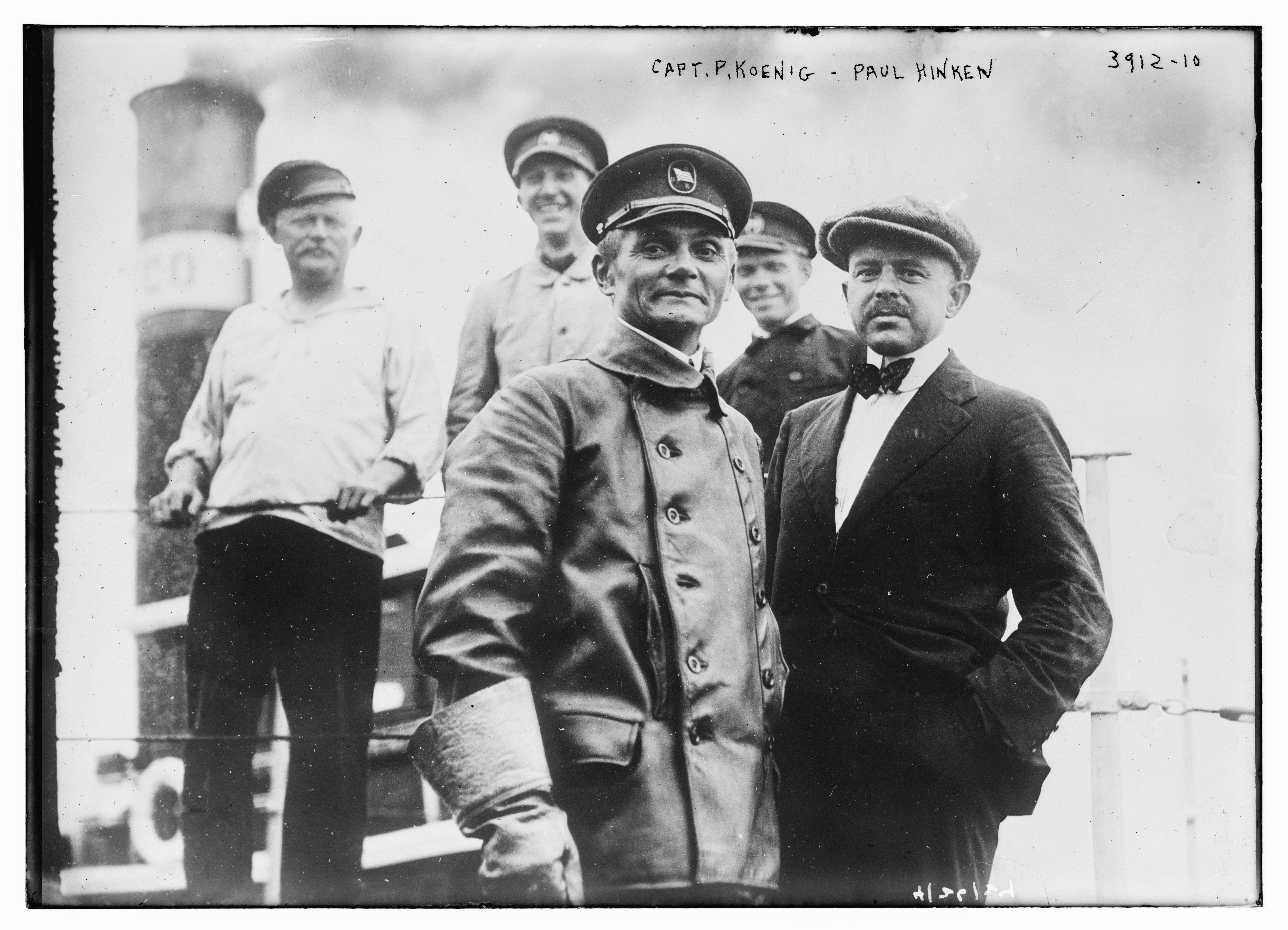
König kapitány Baltimore-ban
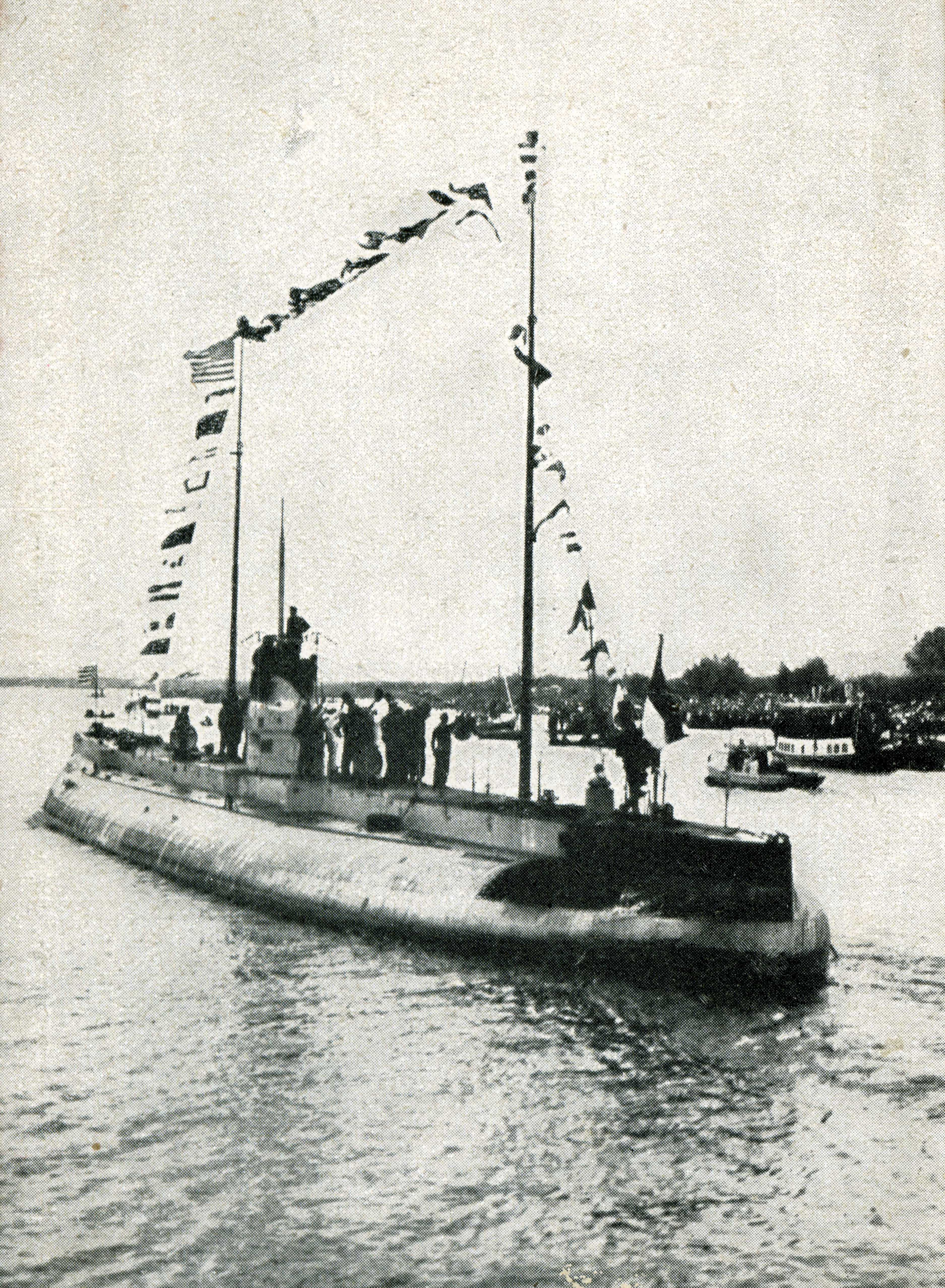
Zászlódíszben Bremerhavenbe való visszaérkezésekor

### Második amerikai út
A Deutschland a második alkalommal Brémából indult el 1916. október 10-én transzatlanti útjára és 10 millió dollár (2023-as árfolyamon: közel 250 millió dollár) értékű szállítmányával november 1-én kötött ki a Connecticut állambeli New Londonban. Az exportált áruk között festékek, vegyszerek, ékszerek, értékpapírok és egészségügyi termékek voltak. Ezzel egyidőben az U 53 is áthajózott az Egyesült Államokba és közvetlen a Newportból való visszaindulása után az antant öt kereskedelmi hajóját süllyesztette el épp az amerikai felségvizek határán túl.
November 17-ei kifutásakor a Deutschland véletlenül nekiütközött a T. A. Scott, Jr. vontatóhajónak, mely hirtelen a haladási irányába hajtott végre kanyarodást miközben New Londonból kísérte ki a nyílt óceánra a tengeralattjárót. A vontató azonnal elsüllyedt a teljes öttagú személyzetével együtt. A tengeralattjáró orra megsérült, ami miatt vissza kellett térnie New Londonba a javítások elvégzéséhez. Miután megállapították a tengeralattjáró vétlenségét a balesetben, november 21-én elhagyhatta New Londont. A szállítmányához tartozott többek között 378 t kaucsuk, 188 t nikkel, 146 t vasötvözet, 76 t ón, és 140 000 dollár értékkel bíró 6,5 t ezüstrúd is.
A Wesermündébe (Bremerhaven) való december 10-ei hazaérkezése után Paul König elvállalta, hogy közreműködik egy a Deutschland útjairól szóló könyv megírásában, melynek címe „A Deutschland útja – A világ első teherszállító-tengeralattjárója” (Die Fahrt der Deutschland – Das erste Untersee-Frachtschiff) lett. A könyvet még 1916-ban kiadták a német mellett angol nyelven is New Yorkban Voyage of the Deutschland, the First Merchant Submarine címmel. A művet erősen reklámozták, mivel jelentős szerepet tulajdonítottak neki propagandában mind Németországban, mind pedig az Egyesült Államokban.

Képek a második transzatlanti útról
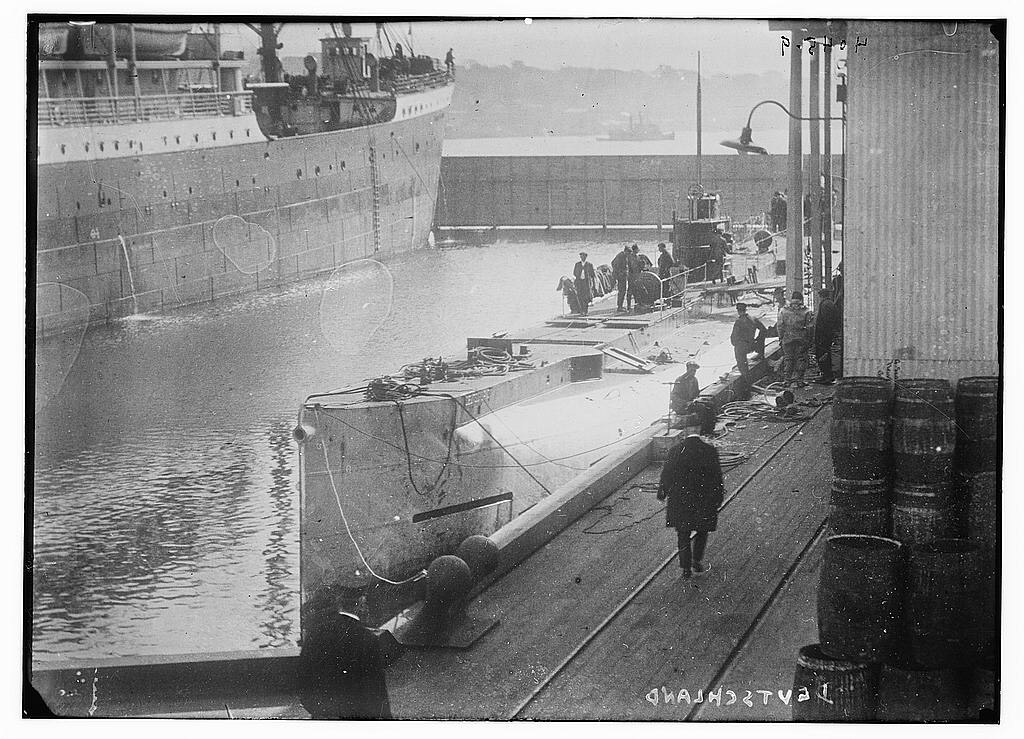
Az U-Deutschland New Londonban 1916 őszén
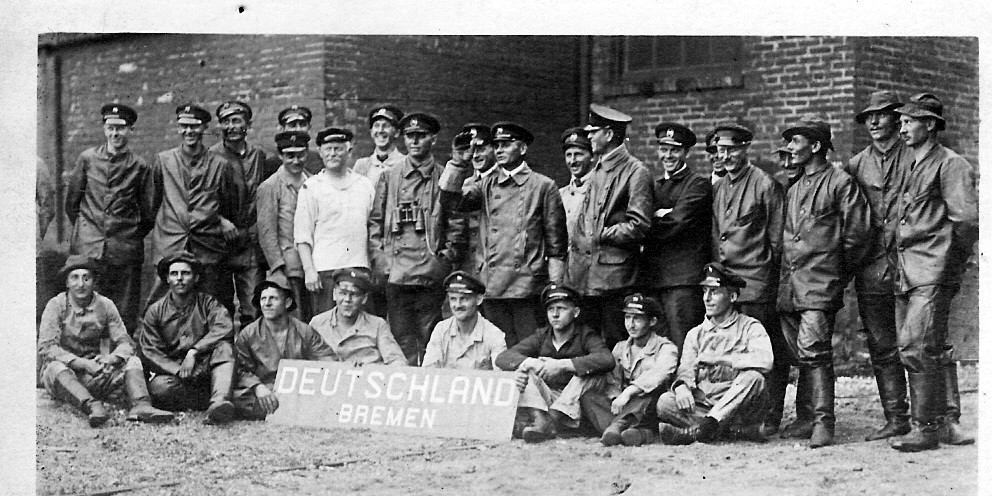
A Deutschland személyzete New Londonban
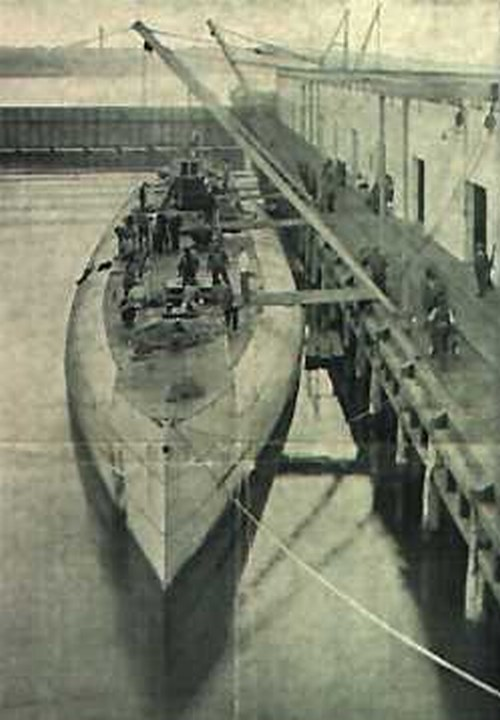
A szállítmány kipakolása közben
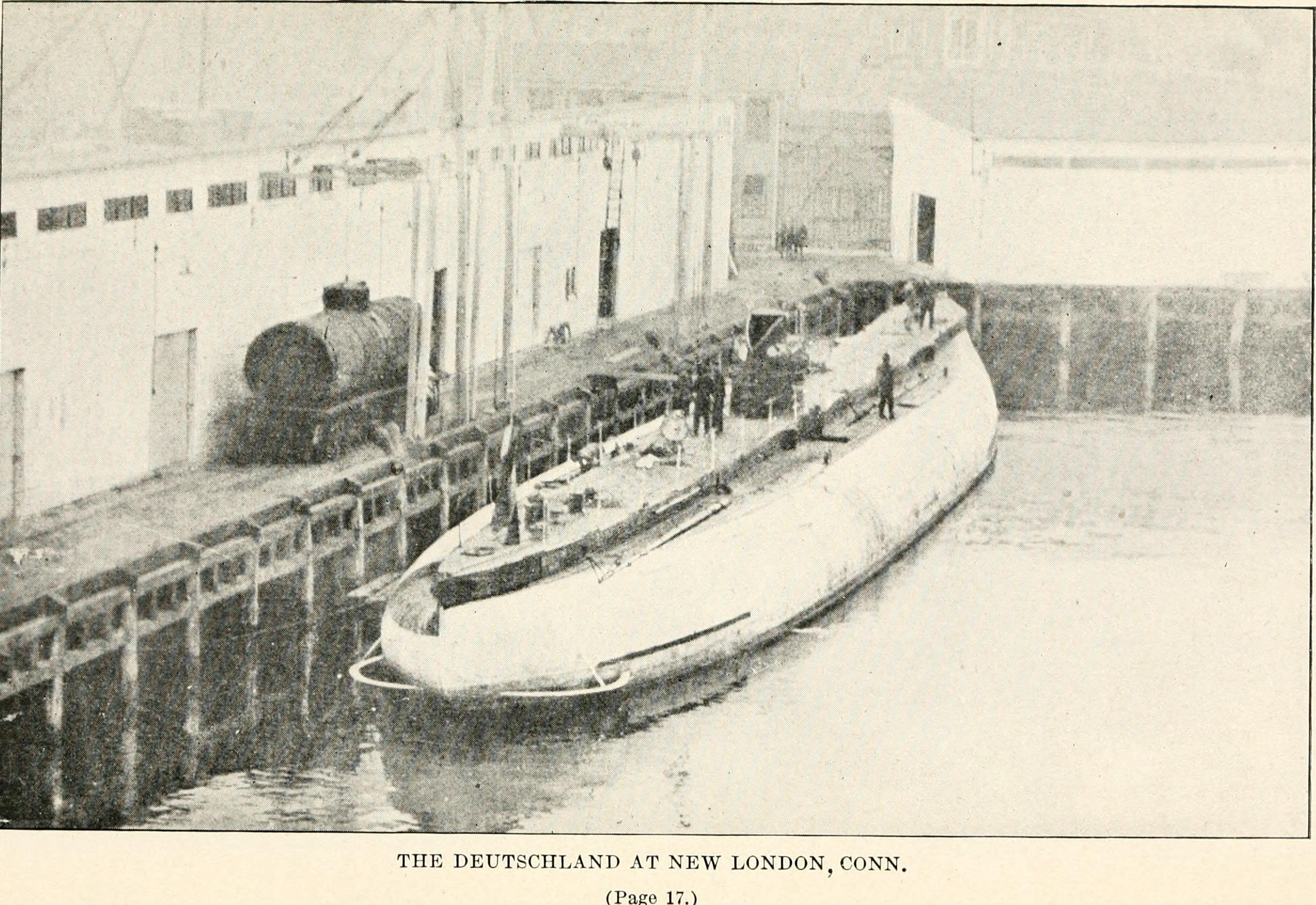
Ugyanitt a tat felől fényképezve
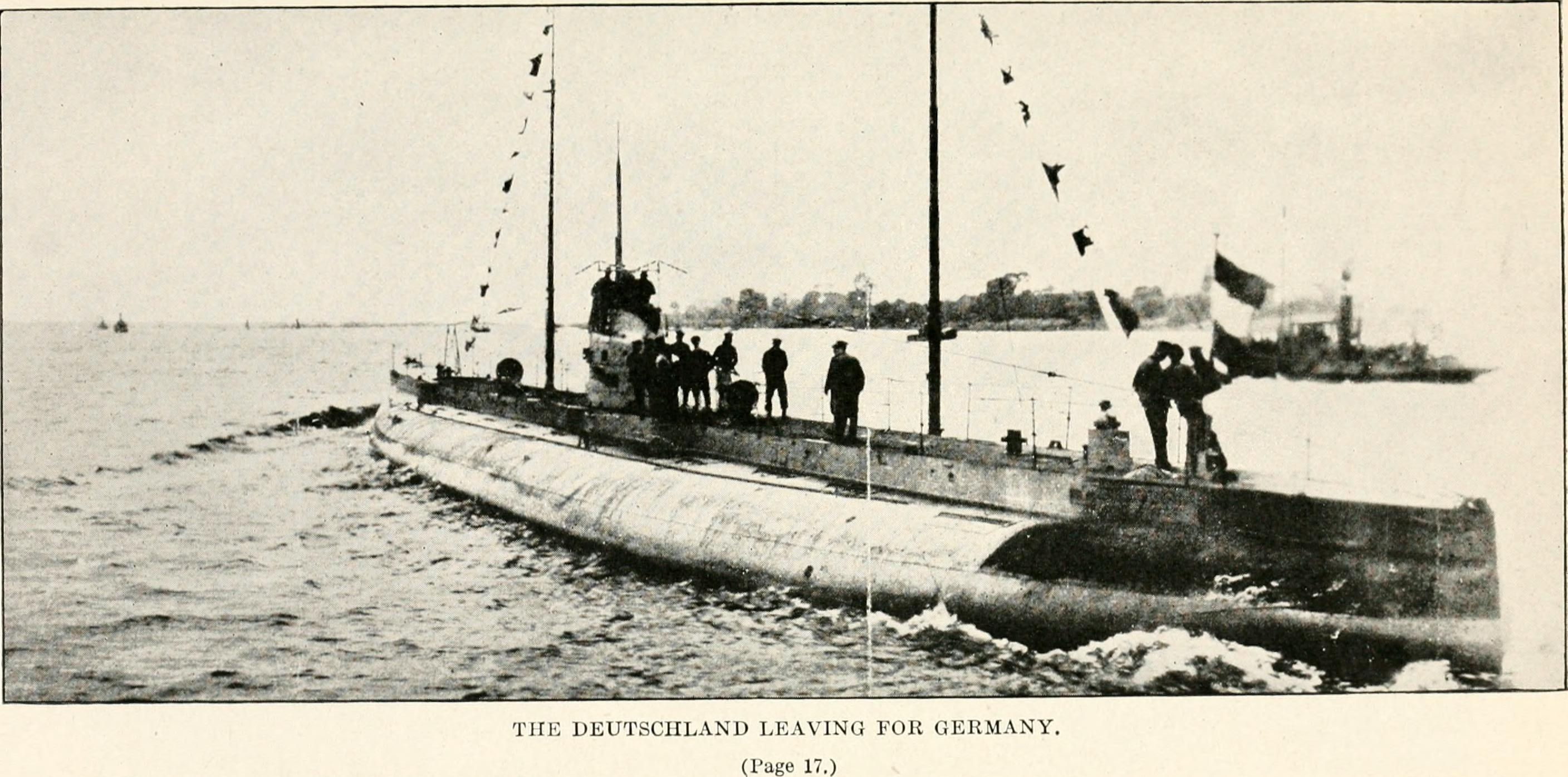
A hazainduló Deutschland

## Hadihajóként való alkalmazása
Az 1917 januárjára tervezett harmadik útjára nem került sor, miután a német hadvezetés a hónap közepén a korlátlan tengeralattjáró-háború február 1-ei megindítása mellett döntött, és emiatt számítani lehetett az Egyesült Államokkal való viszony megromlására. Az eredeti tervek szerint a Deutschlandnak kellett volna a diplomáciai iratok közt azt a dokumentumot eljuttatnia a washingtoni német nagykövetségre, melyben Németország szövetségi ajánlatot tett Mexikónak arra az esetre, ha az Egyesült Államok belépne a háborúba az antant oldalán. Az út lemondása miatt az üzenetet titkosított formában a berlini amerikai nagykövetség segítségével küldték el az amerikai diplomáciai üzenetekkel együtt Washingtonba a távíróhálózaton. A német külügyminiszter után Zimmermann-távirat néven elhíresült üzenetet a britek elfogták, megfejtették, és az amerikaiak tudomására hozták. Az eset diplomáciai bonyodalmat okozott és egyes vélemények szerint hozzájárult az USA háborúba való belépéséhez 1917 áprilisában.
A Deutschlandot 1917. február 10-én törölték a kereskedelmi hajók regiszteréből, majd hadihajóvá való átalakítását követően február 19-én átvette és a tengeralattjáró-cirkáló flottilla (U-Kreuzer-Flottille) állományába U 155 névvel beosztva hadrendbe állította a Császári Haditengerészet. Az orrába hat torpedóvető csövet szereltek, amikhez 18 torpedóval rendelkezett, a fedélzetére pedig két 15 cm űrméretű, 40-es kaliberhosszúságú löveget kapott, melyeket a Zähringen pre-dreadnought csatahajóról szereltek le.

### 1917
1917 nyarán az U 155 egy 105 napos bevetést teljesített Karl Meusel sorhajóhadnagy vezetésével. A tengeralattjáró május 24-én futott ki és szeptember 4-én érkezett vissza. A Brit-szigeteket ekkor is északról megkerülve jutott ki az óceánra és az út elején a norvégiai Utsira szigeténél belebotlott az U 19-be, mely majdnem elsüllyesztette.

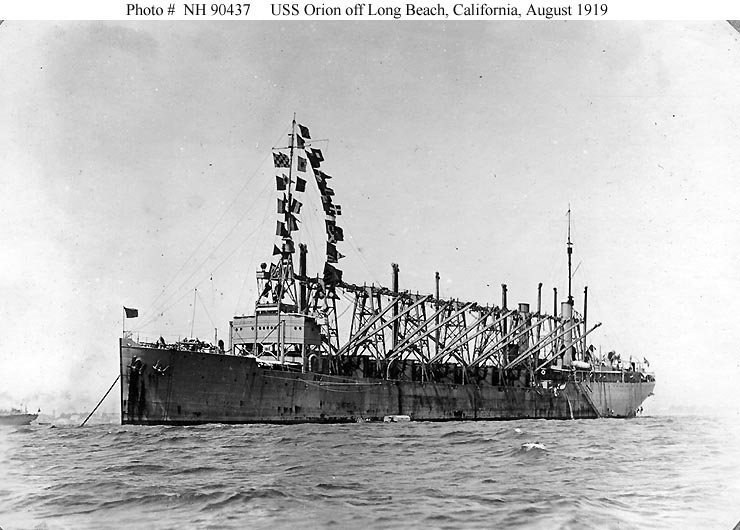
Az Orion 1919-ben Kalifornia partjainál

Ezen portyázása közben július 4-én hajnali 03:00 körül tűz alá vette az Azori-szigeteken lévő Ponta Delgada kikötőjét a fedélzeti ágyúival. A portugálok nem viszonozták a tüzet, mivel a saját lövegeik elavultak voltak. A karbantartások elvégzése miatt itt tartózkodó amerikai Orion szénszállító viszonozta az U 155 tüzét egyetlen 75 mm-es ágyújával. A lövetés mintegy 12 percig tartott, ami után az U 155 sértetlenül távozott alámerülve a helyszínről. A német támadásban négyen veszítették életüket és bár csak kisebb anyagi károkat okozott, az eset megmutatta az antant számára az Azori-szigetek védtelenségét és támaszpontként való alkalmazhatóságát az U 155-höz hasonló nagy hatótávolságú tengeralattjárókkal szemben. A támadás következményeként a szövetséges haditengerészetek amerikai vezetéssel hadihajókat küldtek Ponta Delgadába, hogy hadműveleti bázist alakítsanak itt ki.
A bevetés során az U 155 19 kereskedelmi hajót süllyesztett el, legtöbbjüket robbanótöltetekkel vagy ágyútűzzel. 19 felfegyverzett kereskedelmi hajó ellen intézett támadást, de csak kilencet tudott elsüllyeszteni közülük. Németországba való visszatérésével 10 220 tmf-t (18 927 km) tett meg, ebből 620 tmf-t a víz alatt. Ez volt az egyik leghosszabb bevetés tengeralattjáróval az első világháború során.

### 1918
Az U 155 1918. augusztus 11-én futott ki ismét Ferdinand Studt parancsnoksága alatt Kielből. A parancsai értelmében az USA partjai előtt kellett portyáznia a Nantucket világítóhajó térségében illetve az új-fundlandi St. John’s és az új-skóciai Halifax előtt aknákat telepítenie. Ezen túl az Új-Skóciától 80 km-re délkeletre a Sable-szigetnél a tenger alatt futó távírókábeleket is el kellett vágnia. A parancsai azonban problémásaknak bizonyultak és Studt arra jutott, hogy az aknarakásra kijelölt St. Johns valójában a New Brunswick-i Saint John lehet a Fundy-öbölben.
Az U 155 a célterület megközelítése közben elfogta és elsüllyesztette a portugál Gamo vitorláshajót, megpróbált támadást indítani a France óceánjáró ellen és ágyútűzzel elsüllyesztette a norvég Stortindet. Szeptember 7-én nagy távolságból vívott tűzpárbajt az amerikai Franck H. Buck gőzhajóval, ami után az amerikaiak elsüllyesztettnek jelentették az U 155-öt.
Szeptember 13-án ismét tűzpárbajt vívott, ezúttal a brit Newby Hall-lal, melynek sikerült a tengeralattjárót megrongálnia, behorpasztva annak páncélzatát és súlyos vízbetörést okozva a nyomáskamrájában, ami miatt átmenetileg nem tudott alámerülni.
Szeptember 19-én Studt sikertelenül kereste a Sable-sziget közelében futó távírókábelt, ami után Nantucket felé hajózott tovább.

## Sorsa

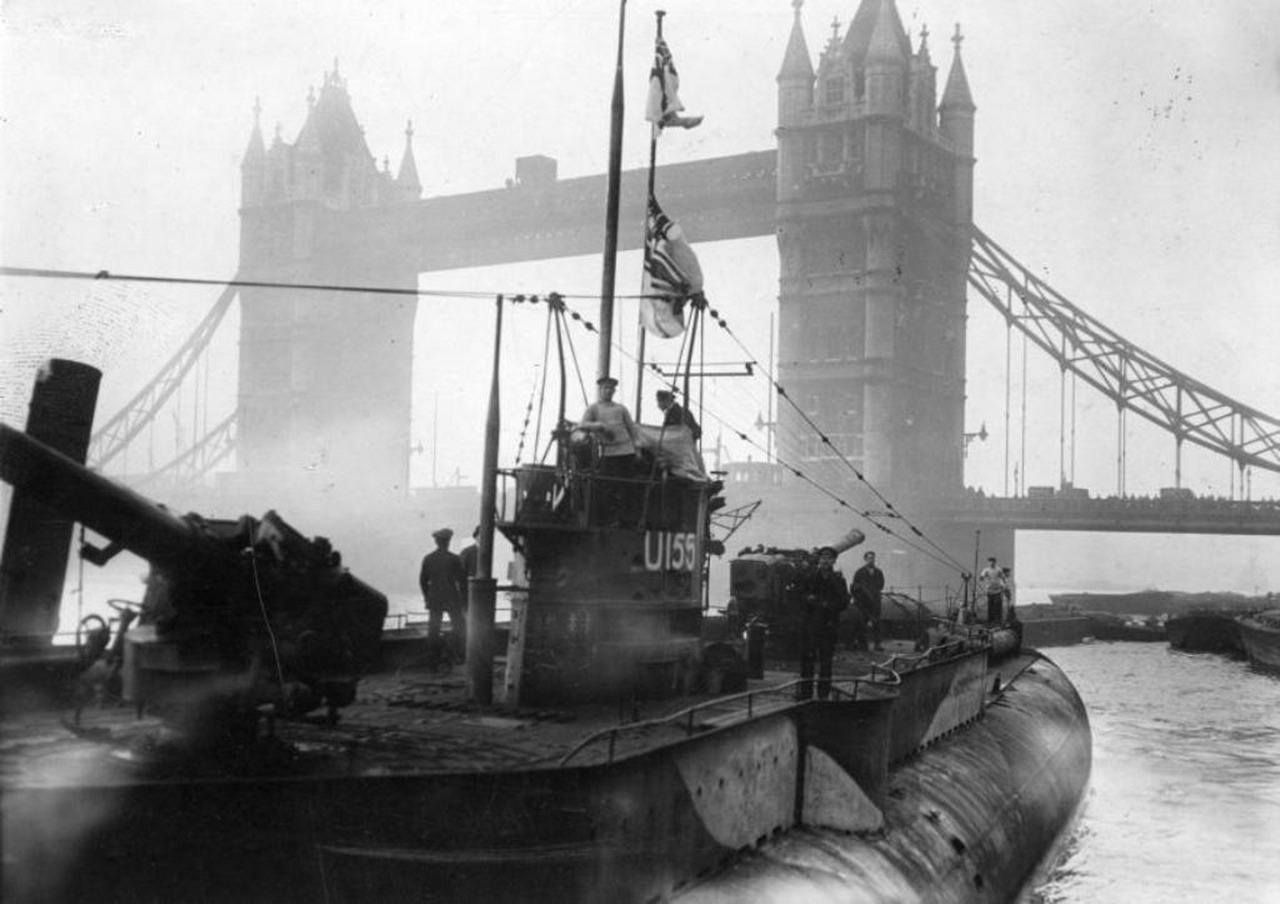
Az U 155 Londonban a háború után

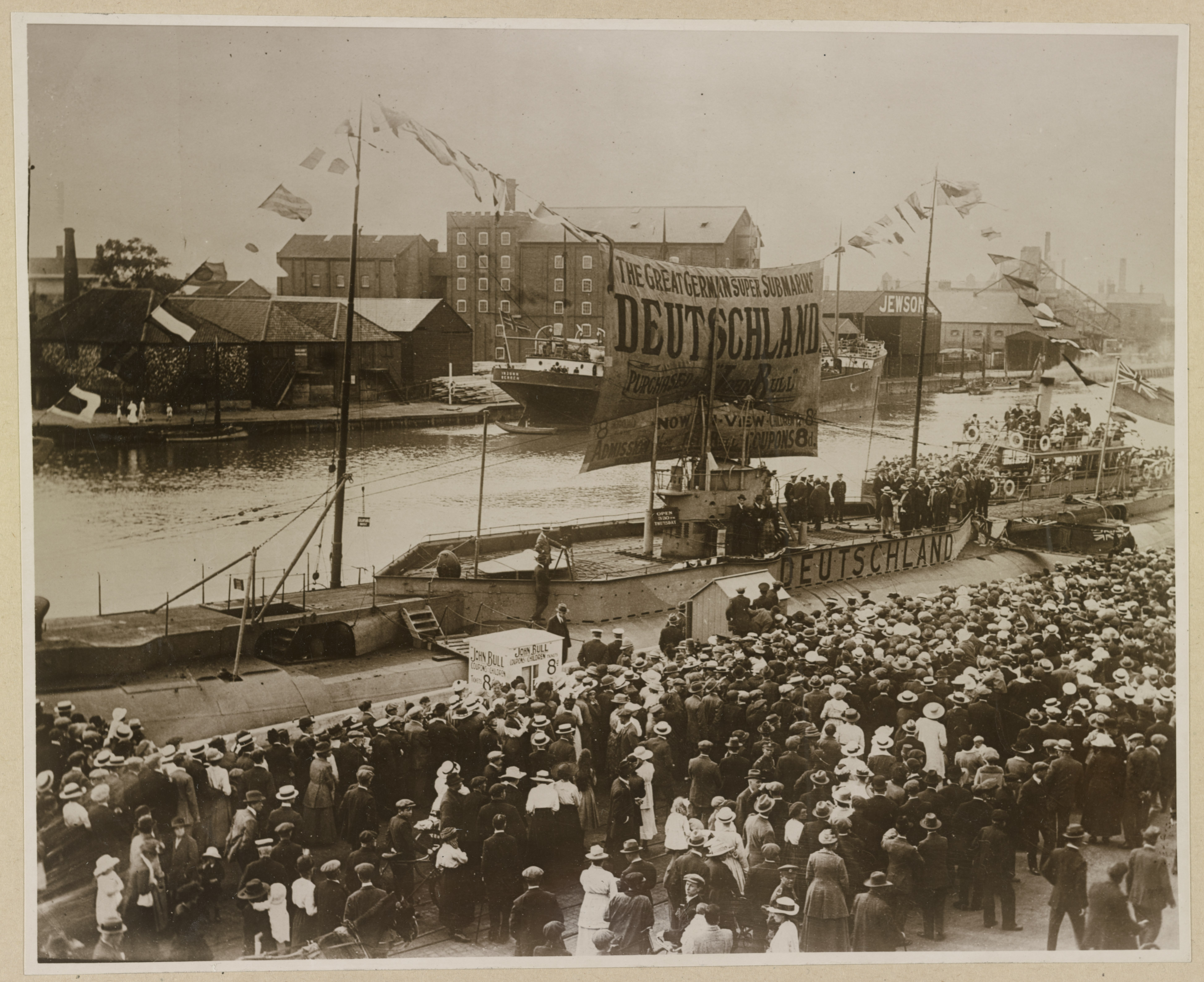
”A Deutschland nagy német szupertengeralattjáró” Yarmouthban kiállítva

Az U 155 az utolsó bevetéséről 1918. november 12-én érkezett vissza, ami után november 24-én Harwichban internálták a többi tengeralattjáróval együtt a compiégne-i fegyverszünet rendelkezéseinek megfelelően. 1918 decemberében a St Katherine’s Docknál állították ki, majd pedig Liverpoolban, mielőtt Rosyth-ba került volna. Itt 1919. március 3-án a James Dredging Co. vette meg 3500 fontért, majd gyorsan továbbadták 17 000 fontért Noel Pemberton Billing vállalkozónak, akitől a John Bull Ltd vette meg 15 000 fontért. A cég tulajdonosa, Horatio Bottomley médiamágnás leszereltette a fegyverzetét és 1919 szeptemberében kereskedelmi célzattal használta. A régi nevén, Deutschlandként 1919 szeptemberében túrahajóként futott ki Great Yarmouthból. 1921 júniusában dokkba került lebontásra Birkenheadbe, ahol 1921. szeptember 17-én egy a gépházában bekövetkezett robbanás öt gyakornokkal végzett. A hajótestet a Robert Smith & Son vette meg 200 fontért 1922 júniusában és a Birkenheadhez tartozó Rock Ferry-ben bontotta le.

## Hadi sikereinek táblázata
| Időpont              | Hajónév          | Nemzetiség     | BRT  | Sorsa         |
| -------------------- | ---------------- | -------------- | ---- | ------------- |
| 1917. június 2.      | Hafursfjord      | Norvégia       | 1669 | Elsüllyesztve |
| 1917. június 10.     | Scottish Hero    | Kanada         | 2205 | Elsüllyesztve |
| 1917. június 14.     | Aysgarth         | Nagy-Britannia | 3118 | Elsüllyesztve |
| 1917. június 30.     | Benguela         | Norvégia       | 4612 | Elsüllyesztve |
| 1917. június 30.     | Siraa            | Norvégia       | 1938 | Elsüllyesztve |
| 1917. július 7.      | Coblenz          | Nagy-Britannia | 1338 | Megrongálva   |
| 1917. július 8.      | Ruelle           | Franciaország  | 3583 | Elsüllyesztve |
| 1917. július 12.     | Calliope         | Nagy-Britannia | 2883 | Elsüllyesztve |
| 1917. július 14.     | Chalkydon        | Görögország    | 2870 | Elsüllyesztve |
| 1917. július 18.     | Ellen            | Norvégia       | 3877 | Elsüllyesztve |
| 1917. július 20.     | Hanseat          | Norvégia       | 3358 | Elsüllyesztve |
| 1917. július 21.     | Doris            | Olaszország    | 1355 | Elsüllyesztve |
| 1917. július 21.     | John Twohy       | USA            | 1019 | Elsüllyesztve |
| 1917. július 21.     | Willena Gertrude | Nagy-Britannia | 317  | Elsüllyesztve |
| 1917. július 31.     | Madeleine        | Franciaország  | 2709 | Elsüllyesztve |
| 1917. július 31.     | Snowdonian       | Nagy-Britannia | 3870 | Elsüllyesztve |
| 1917. augusztus 1.   | Alexandre        | Franciaország  | 2671 | Elsüllyesztve |
| 1917. augusztus 2.   | Marthe           | Franciaország  | 3119 | Elsüllyesztve |
| 1917. augusztus 7.   | Christiane       | USA            | 964  | Elsüllyesztve |
| 1917. augusztus 7.   | Iran             | Nagy-Britannia | 6250 | Elsüllyesztve |
| 1918. február 16.    | Tea              | Olaszország    | 5395 | Elsüllyesztve |
| 1918. február 18.    | Cecil L. Shave   | USA            | 102  | Elsüllyesztve |
| 1918. február 23.    | Sardinero        | Spanyolország  | 2170 | Elsüllyesztve |
| 1918. március 4.     | Antioco Accame   | Olaszország    | 4439 | Elsüllyesztve |
| 1918. március 13.    | Wagadesk         | Norvégia       | 4271 | Elsüllyesztve |
| 1918. március 15.    | Joaquina         | Spanyolország  | 333  | Megrongálva   |
| 1918. március 18.    | Prometeo         | Olaszország    | 4455 | Elsüllyesztve |
| 1918. március 18.    | Reidar           | Norvégia       | 3574 | Elsüllyesztve |
| 1918. március 24.    | Avala            | Olaszország    | 3834 | Elsüllyesztve |
| 1918. március 24.    | Jorgina          | Nagy-Britannia | 103  | Elsüllyesztve |
| 1918. március 25.    | Rio Ave          | Portugália     | 179  | Elsüllyesztve |
| 1918. március 27.    | Watauga          | Nagy-Britannia | 127  | Elsüllyesztve |
| 1918. április 1.     | Lusitano         | Portugália     | 529  | Elsüllyesztve |
| 1918. április 7.     | Sterope          | Olaszország    | 9500 | Elsüllyesztve |
| 1918. április 13.    | Harewood         | Nagy-Britannia | 4150 | Elsüllyesztve |
| 1918. április 16.    | Nirpura          | Nagy-Britannia | 7640 | Elsüllyesztve |
| 1918. április 23.    | Frances          | Nagy-Britannia | 54   | Elsüllyesztve |
| 1918. augusztus 31.  | Gamo             | Portugália     | 242  | Elsüllyesztve |
| 1918. szeptember 2.  | Stortind         | Norvégia       | 2510 | Elsüllyesztve |
| 1918. szeptember 7.  | Sophia           | Portugália     | 162  | Elsüllyesztve |
| 1918. szeptember 12. | Leixoes          | Portugália     | 3245 | Elsüllyesztve |
| 1918. szeptember 20. | Kingfisher       | USA            | 353  | Elsüllyesztve |
| 1918. október 3.     | Alberto Treves   | Olaszország    | 3838 | Elsüllyesztve |
| 1918. október 4.     | Industrial       | Nagy-Britannia | 330  | Elsüllyesztve |
| 1918. október 12.    | Amphion          | Nagy-Britannia | 7409 | Megrongálva   |
| 1918. október 17.    | Lucia            | USA            | 6744 | Elsüllyesztve |

## Fordítás
- Ez a szócikk részben vagy egészben  a   Deutschland (U-Boot) című német Wikipédia-szócikk ezen változatának fordításán alapul.  Az eredeti cikk szerkesztőit annak laptörténete sorolja fel. Ez a jelzés csupán a megfogalmazás eredetét és a szerzői jogokat jelzi, nem szolgál a cikkben szereplő információk forrásmegjelöléseként.
- Ez a szócikk részben vagy egészben  a   German submarine Deutschland című angol Wikipédia-szócikk ezen változatának fordításán alapul.  Az eredeti cikk szerkesztőit annak laptörténete sorolja fel. Ez a jelzés csupán a megfogalmazás eredetét és a szerzői jogokat jelzi, nem szolgál a cikkben szereplő információk forrásmegjelöléseként.

## Forrás
- Duncan, Francis (1965. április 1.). „Deutschland – Merchant Submarine”. Proceedings, Annapolis, 68–75. o, Kiadó: United States Naval Institute.
- The German Submarine War 1914–1918. Periscope Publishing Ltd. (2002). ISBN 1-904381-08-1
- U-boats and Mine Warfare Vessels. London: Conway Maritime Press (1991). ISBN 0-85177-593-4
- Jung, Dieter. Die Schiffe der Kaiserlichen Marine 1914-1918 und ihr Verbleib (német nyelven). Bonn: Bernard & Graefe (2004). ISBN 3-7637-6247-7
- König, Paul. Die Fahrt der Deutschland – Das erste Untersee-Frachtschiff. New York: Hearst's International Library (1916)
- König, Paul. Voyage of the Deutschland, the First Merchant Submarine. New York: Hearst's International Library (1916)
- Jan Heitmann: Unter Wasser in die neue Welt. Handelsunterseeboote und kaiserliche Unterseekreuzer im Spannungsfeld von Politik und Kriegführung. Berlin-Verlag Spitz, Berlin 1999, ISBN 3-87061-788-8 (= Universitätsreihe – Geschichte, zugleich Dissertation Uni Hamburg 1996).
- Eberhard Rössler: Die deutschen U-Kreuzer und Transport-U-Boote. Bernard & Graefe, Bonn 2003, ISBN 3-7637-6246-9.
- Joachim Schröder: Der "Blockadebrecher". Das Transport-U-Boot Deutschland und sein riskanter Einsatz im Ersten Weltkrieg, in: Clausewitz, Das Magazin für Militärgeschichte, 6 (2012), 60–65. o.
- Hartmut Schwerdfeger, Erik Herlyn: Die Handels-U-Boote „Deutschland“ und „Bremen“. Das Abenteuer der sensationellen Ozeanüberquerungen. (Ein vergessenes Kapitel der Seefahrt). Kurze-Schönholtz und Ziesemer Verlag, Bremen 1997, ISBN 3-931148-99-8.
- Bodo Herzog: Deutsche U-Boote 1906–1966. Karl-Müller, Erlangen 1999, ISBN 3-86070-036-7.
- Bruno Bock: Kiel – die einzige Stadt der Welt, in der bislang Unterwasserfrachtschiffe entstanden • Eine Erinnerung an die Handels-U-Boote »U-Deutschland« und »U-Bremen«. In: Schiffahrt international, Heft 6/1983, S. 231–243, Koehlers Verlags-GmbH, Herford 1983, ISSN 0342-491X.
- Artur Brehmer: Die kühne Fahrt der „Deutschland“. Berthold Siegmund, Berlin 1916. (Digitalisat)

## Linkek
- Helgason, Guðmundur: "WWI U-boat Types: Type U 151". German and Austrian U-boats of World War I - Kaiserliche Marine - Uboat.net.
- Helgason, Guðmundur: "WWI U-boats: 155 (ex-Deutschland)". German and Austrian U-boats of World War I - Kaiserliche Marine - Uboat.net.
- A Political Submarine, 1916 (Scientific American, this Week in World War I: July 22, 1916)
- When Lloyd went Underwater (Photos, including under construction)
- Video: Merchant Submarine Deutschland arriving in Baltimore, 9 July 1916.
- Video: Historic footage of submarine Deutschland departing New London, Connecticut, 21 November 1916, following repairs from tugboat collision.
- Deutschland, The, Encyclopedia Americana (1920)
- German U-Boat Deutschland Arrives in Baltimore (1916) - Ghosts of Baltimore blog